# Café français
Le  Café français ou, à partir de 1914, Café Felsche était un café réputé et haut de gamme de Leipzig en Allemagne qui existait de 1835 à 1943.

## Emplacement
Le café était le bâtiment de l'angle sud, à la jonction de la Grimmaische Straße et de l'Augustusplatz. Cela lui a donné un emplacement représentatif sur la plus grande place de la ville. Il se trouvait à côté de l'ancienne Paulinerkirche, à quelques mètres de celle-ci, et offrait une vue dégagée sur la place avec les bâtiments environnants du Nouveau Théâtre, de la poste et du Musée des Beaux-Arts.

## Histoire

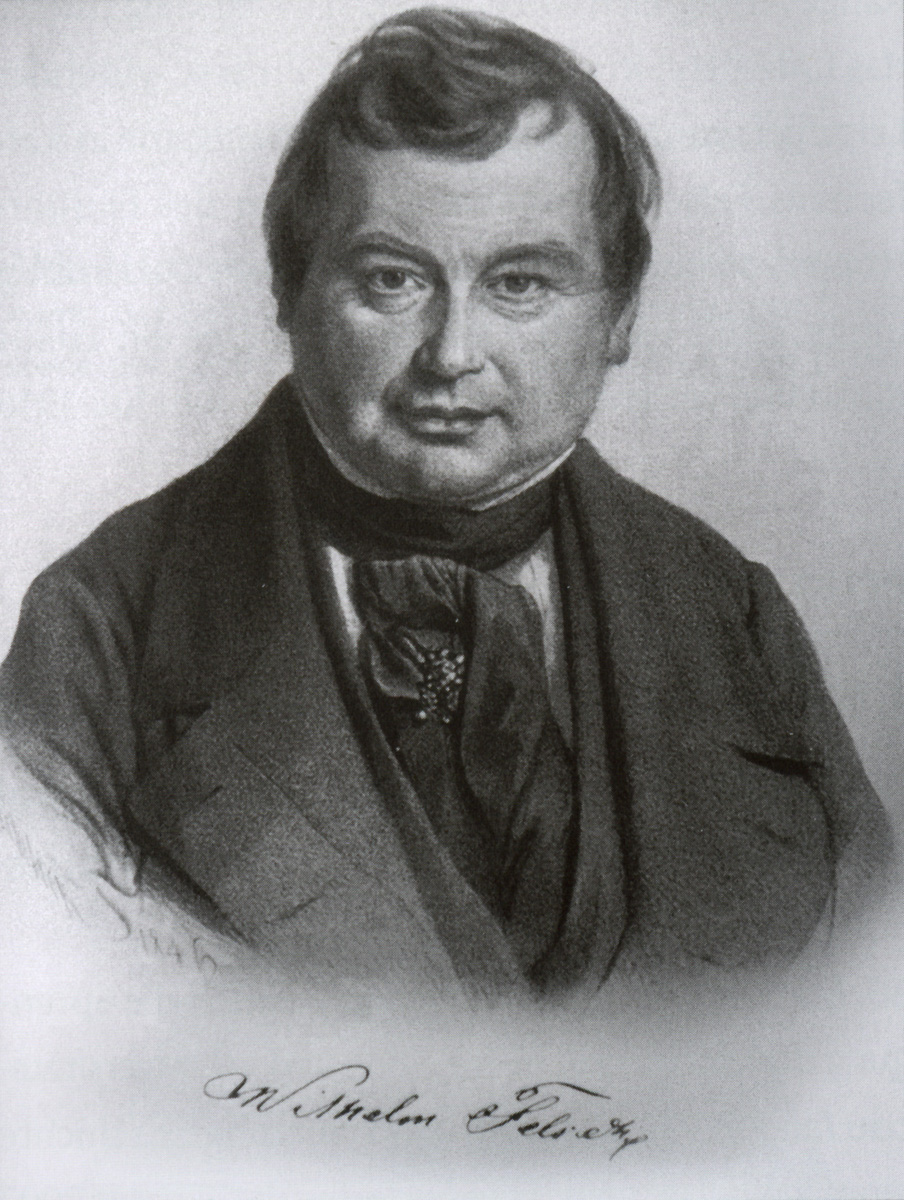
Wilhelm Felsche (1798-1867)

En 1821, le confiseur de Leipzig Wilhelm Felsche (1798-1867) commença à produire et à vendre du chocolat. L'entreprise s'est apparemment si bien développée qu'il a pu acheter à l'université la zone située entre la Grimmaische Tor, démolie en 1831, et la Paulinerkirche afin d'y construire un café. L'ancien tour pour l'emprisonnement civil se trouvait toujours sur le site, dont la construction massive a entraîné la vente de tant de matériaux de construction lors de sa démolition qu'une grande partie de l'achat de la propriété a pu être couverte par celui-ci.
Le 3 octobre 1835, le Café français avec salle de vente attenante ouvre au rez-de-chaussée et au premier étage du nouveau bâtiment de quatre étages. Le nom disait tout: Felsche voulait offrir aux habitants de Leipzig le luxe qu'il avait connu dans les cafés lors de son séjour à Paris. Il a transformé le café en un café de première classe fréquenté par le monde élégant, mais pas par les artistes et les écrivains. La sélection prévue du public se reflétait également, entre autres, dans le fait que quatre groschen d'entrée (sous forme de bon de consommation) étaient facturés pour visiter une exposition de Noël en 1835. Cette certaine distance a été à plusieurs reprises la cause de la chute de la maison. En novembre 1848, c'était à l'occasion de l'exécution de Robert Blum à Vienne fut dévastée, prise d'assaut par des femmes et des hommes affamés le 4 juillet 1923 et même incendiée le 18 octobre 1925.
L'éclairage au gaz fut installé dans la maison dès 1839 et une terrasse couverte fut ajoutée. Comme les locaux ne suffisaient bientôt plus à la production de chocolat qui florissait à côté de la confiserie, Felsche acquit en 1845 la propriété voisine de la Grimmaische Straße (Lähnesches Haus).

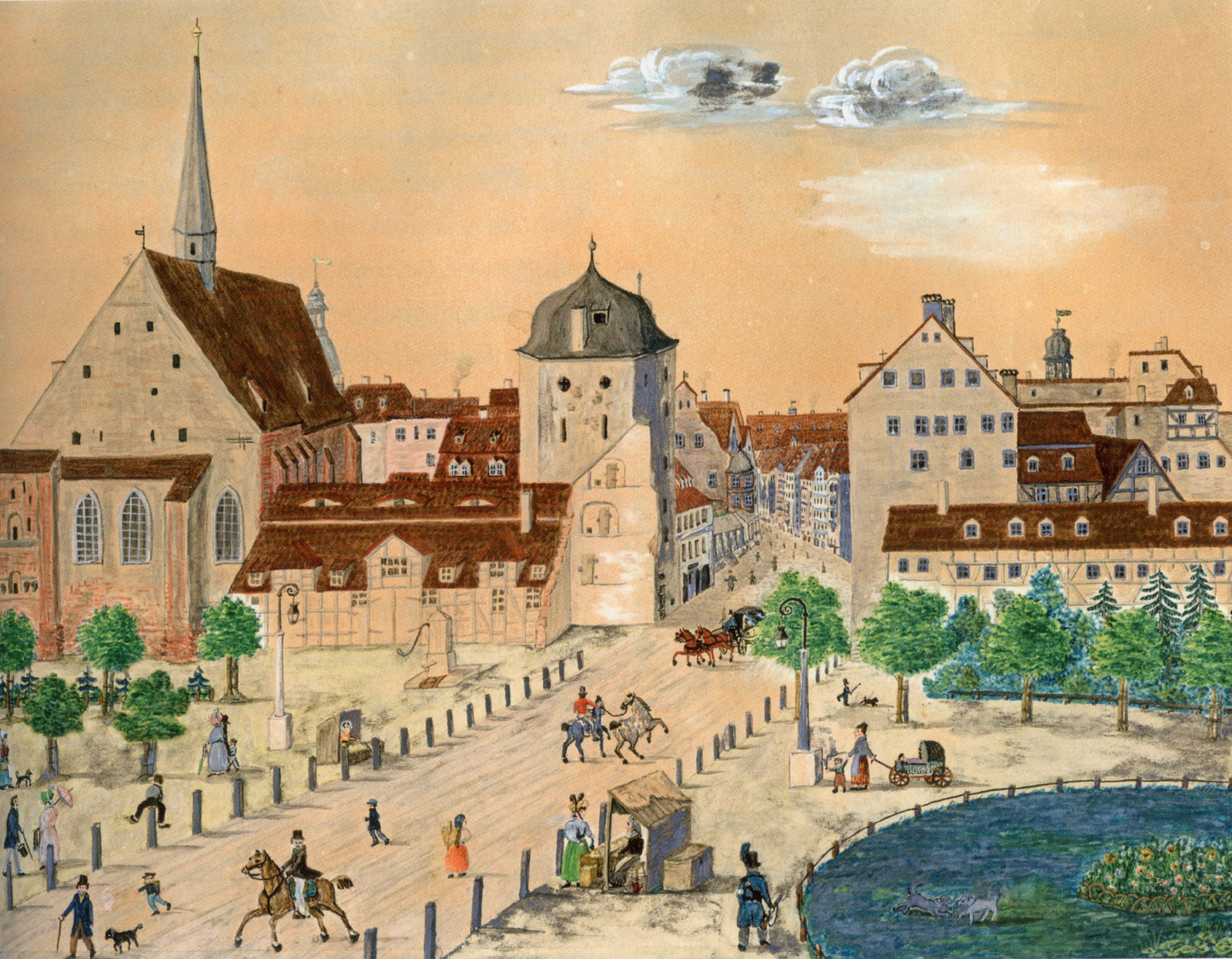
La place avant la construction du café
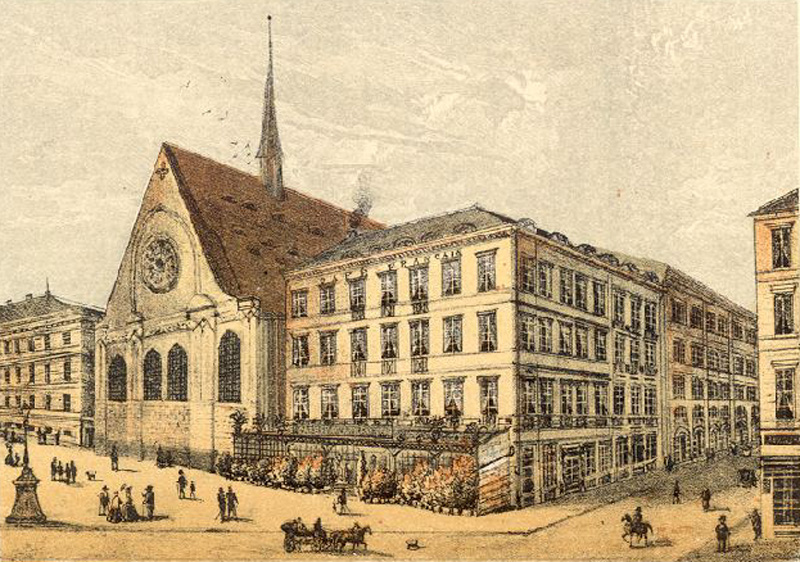
Le Café français environ 1850
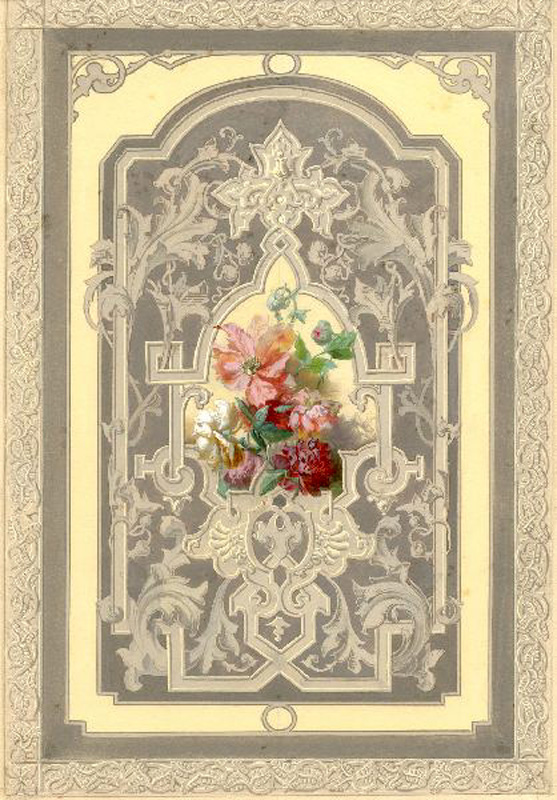
Conception d'une décoration murale
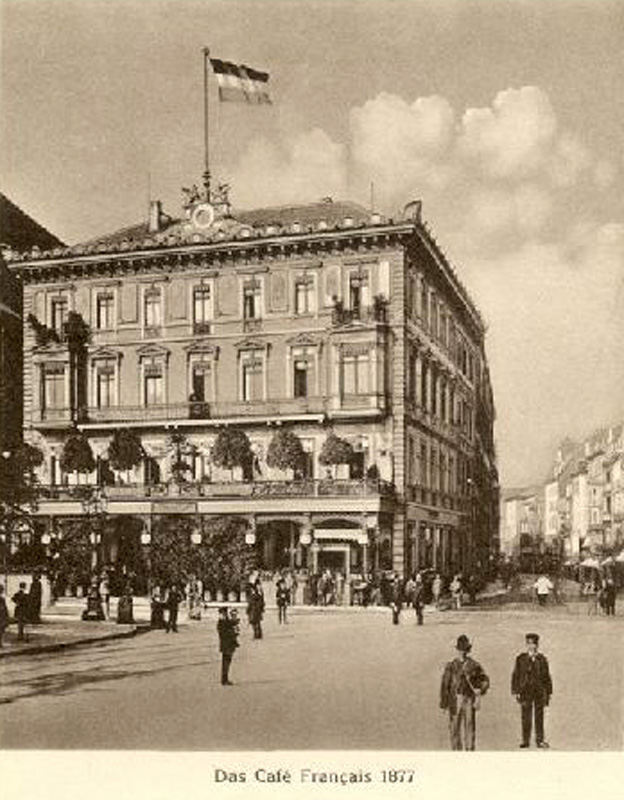
Le Café français en 1877

Après la mort de Felsche en 1867, son gendre Adolph Schütte-Felsche (1832-1908) reprit l'entreprise. Au début du XXe siècle, il décide de rénover le café. En 1910, les travaux furent achevés et la maison fut rouverte. Il a transféré la production de chocolat au quartier Gohlis de Leipzig.
Avec le début de la Première Guerre mondiale, le nom français doit céder et l'établissement s'appelle désormais « Café Felsche ». Même sous ce nom, c'était l'une des meilleures adresses de la gastronomie de Leipzig. Lors du raid aérien sur Leipzig le 4 décembre 1943, le Café Felsche fut durement touché, mettant ainsi fin à une tradition centenaire du café.

### Clients célèbres
Le compositeur Gustav Mahler (1860-1911) se rendait régulièrement au café l'après-midi.

## Situation aujourd'hui

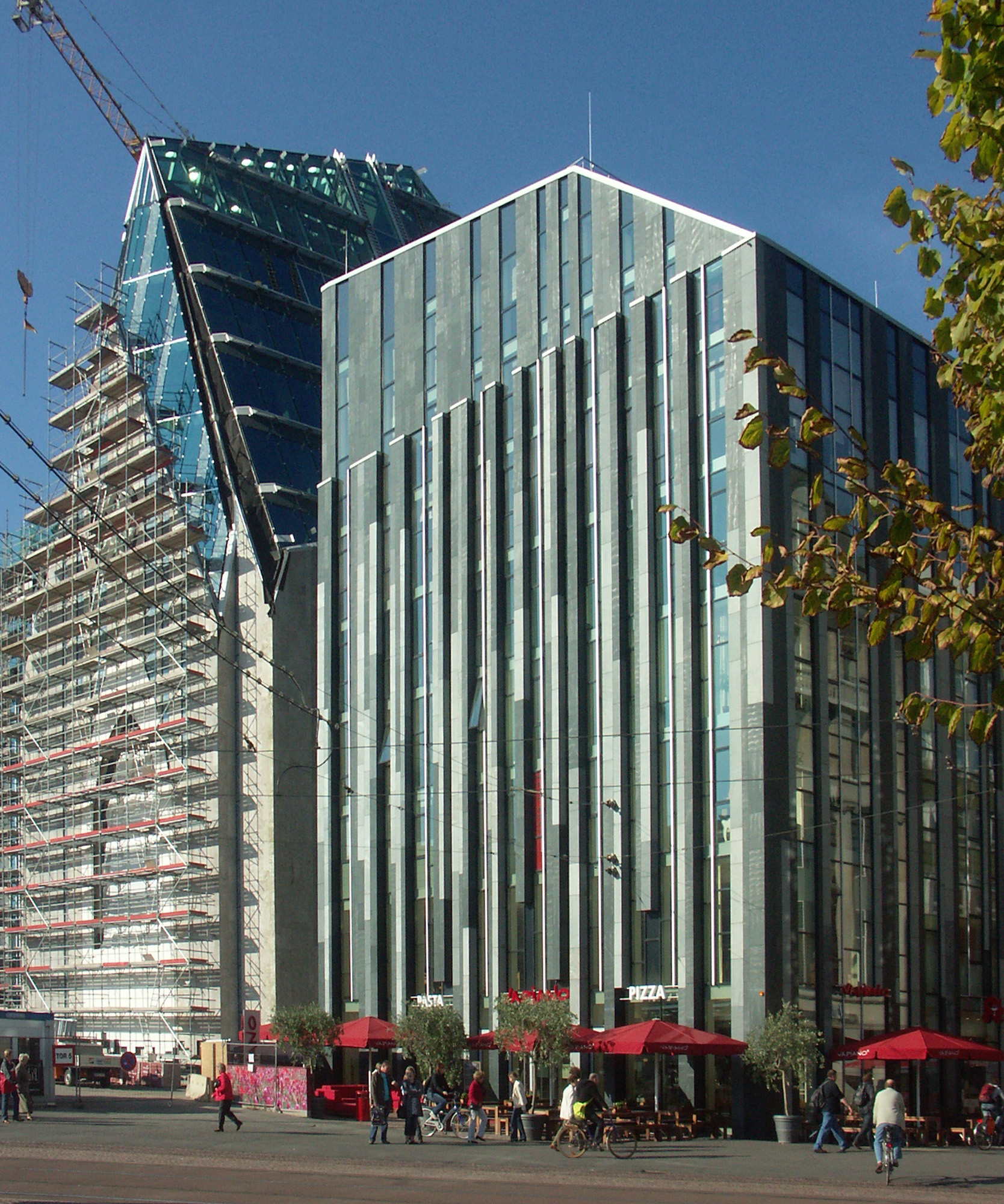
Le bâtiment « Vapiano » à côté du Paulinum de l'université, en construction, 2010

Après que l'espace dégagé des décombres de l'ancien Café Felsche soit resté longtemps vide après la Seconde Guerre mondiale et n'ait été utilisé qu'occasionnellement pour des marchés de Noël et d'autres événements, il a été intégré en 1971 au bâtiment principal de l'Université Karl Marx après la destruction de la Paulinerkirche en 1968.
Dans les nouveaux bâtiments du campus Augusteum et Paulinum de l'université sur l'Augustusplatz, construits selon les plans d' Erick van Egeraat, le site de l'ancien Café Felsche est occupé par un bâtiment privé qui n'appartient pas au campus universitaire mais est intégré dans l'ensemble selon le concept architectural. Le bâtiment de sept étages adjacent au Paulinum et l'adresse Augustusplatz 11, achevé en 2009, comprend des bureaux aux étages 2 à 5 et des appartements aux deux derniers étages. Le rez-de-chaussée et le premier étage sont à nouveau utilisés pour les repas, mais plus comme café. Le 10 septembre 2009, le système restaurateur Vapiano a ouvert un restaurant basé sur le concept de sa chaîne de restaurants dans une ambiance italienne, dont l'intérieur a été conçu par l'architecte et designer du Tyrol du Sud Matteo Thun,.

## Littérature
- (de) Anton B. Reichenbach, Neuester Wegweiser durch Leipzig und seine Umgegend, Leipzig, Verlag von Luis Rocca (1re éd. 1855), p. 38